# 마법전사 유캔도의 제품 정보 목록
애니메이션 《마법전사 유캔도》의 제품 정보 목록이다.

## 제품 정보

### 히어로 웨폰 시리즈
- DX 드래곤스워드(유캔키, 파이어키, 아쿠아키, 썬더키)
- 드래곤너클(너클키)
- DX 드래곤대거(대거키)
- 드래곤키홀더(파이널키, 파이어파이널키)
- DX 드래곤블라스터(유건키, 캐논파이널키)
- DX 드래곤매그넘(매그넘키)
- 드래곤키홀더 마그나 류건 버전(샷키, 썬더파이널키)
- DX 드래곤액스(유천키, 액스파이널키, 아체리파이널키)
- DX 갓드래곤스워드(갓유캔키, 버닝키, 블리자드키, 라이트닝키)
- DX 울트라드래곤(울트라키)

### 액션 히어로 시리즈
- R-A01 브레이브레온(레온키)
- R-A02 버스터울프(울프키)
- R-A03 파이어콩(콩키)
- R-A04 아쿠아샤크(샤크키)
- R-A05 델타섀도우(섀도우키)
- R-A06 썬더이글(이글키)
- R-A07 마그나울프(마그나울프키)
- R-A08 갓레온(갓레온키)
- R-A09 버닝콩(버닝콩키)
- R-A10 블리자드샤크(블리자드샤크키)
- R-A11 라이트닝이글(라이트닝이글키)
- R-A12 슈퍼라이징드래곤

### 기타
- 샷폰&드래곤스워드 모바일모드
- DX 액션유캔도(아쿠아파이널키)
- STD 갓드래곤스워드